# 謝文德
謝文德為台灣男性歌手、製作人、Vocal coach、配音員。

## 人物介紹
- 台灣配唱產業奠基人，從事流行音樂工作逾30年，專精於Vocal演繹、歌手配唱製作、和聲編寫。旗下作品音色變化多樣，堪稱「聲音魔術師」。
- 歌唱教學指導過F.I.R.、S.H.E.、Super Junior、F4、5566、范逸臣、潘瑋柏、同恩、柯有倫、A-Lin、陳大天（小蝦） 、彭佳慧等各國知名歌手。
- 謝文德老師工作領域跨越流行、卡通、廣告、宗教學各領域曲風不拘作品散見於各流行及非流行音樂專輯中。
- 1991年開始擔任台灣版電影華語配唱工作至今。
- 1997年謝文德老師並且擔任台灣地區迪士尼音樂總指導及歌唱導演。并指導過獅子王、大力士、花木蘭、泰山、小熊維尼等知名動畫，合作藝人包括張雨生、成龍、李玟、周華健等知名歌手。
- 為迪士尼的跳跳虎、唐老鴨配音。
- 與王景平為台灣版《冰雪奇緣》音樂監製。[1]
- 主掌的文德音樂工作室負責台灣所有影視作品配樂與歌曲的中文版翻譯和配唱統籌工作，以及配唱歌手的教育訓練。

## 配音作品
- 主要角色名稱以粗體顯示。
- 以下皆為國語配音。

### 美國動畫
| 播映年份 | 作品名稱       | 配演角色          | 首播平台   | 備註             |
| -------- | -------------- | ----------------- | ---------- | ---------------- |
| 1995     | 唐老鴨俱樂部   | 唐老鴨            | 迪士尼頻道 | 含本作片頭曲配唱 |
| 1995     | 米老鼠與好朋友 | 唐老鴨            | 迪士尼頻道 |                  |
| 1995     | 邦卡貓         | 唐老鴨            | 迪士尼頻道 |                  |
| 1997     | 唐老鴨新傳     | 唐老鴨            | 迪士尼頻道 |                  |
| 2002     | 米老鼠群星會   | 唐老鴨            | 迪士尼頻道 | 含本作片頭曲配唱 |
| 2006     | 米奇妙妙屋     | 唐老鴨 高飛(配唱) | 迪士尼頻道 |                  |
| 2013     | 米奇歡笑多     | 唐老鴨            | 迪士尼頻道 |                  |

### 歐美動畫電影
- 《小熊維尼歷險記》：跳跳虎（第一個配音角色）
- 《米奇家族的萬聖歷險》：唐老鴨
- 《米奇的神奇耶誕》：唐老鴨
- 《米奇·唐老鴨·高飛三劍客》：唐老鴨
- 《米奇耶誕嘉年華》：唐老鴨
- 《星銀島》： 阿詹（配唱部分）歌曲：我還在
- 《白雪公主》：白馬王子（配唱部分）
- 《木偶奇遇記》：吉明尼蟋蟀（配唱部分）
- 《貓兒歷險記》：歌曲〈高貴的貓咪〉、〈萬物都想當貓咪〉※兼本作音樂指揮。
- 《101忠狗續集：倫敦大冒險》歌曲：我看見斑點
- 《森林王子2》：哈蒂上校（配唱部分）
- 《小美人魚》：賽巴斯丁（配唱部分）
- 《風中奇緣》：莊邁斯（原聲帶配唱部分，在電影裡則改由劉德華演唱）
- 《勇敢傳說》：（非主要演員）
- 《熊的傳說》：歌曲：出發、歡迎
- 《冰雪奇緣》：漢斯（配唱部分）歌曲：冰凍之心（原曲-Frozen Heart）、愛要說出口（原曲-Love is an Open Door）
- 《冰雪奇緣：驚喜連連》：阿克（配唱部分）
- 《雪寶的佳節冒險》：阿克（配唱部分）
- 《仙履奇緣2：美夢成真》：賣花商
- 《變身國王》：主題曲蓋伊
- 《公主與青蛙》：螢火蟲阿蟲
- 《四眼天雞》（其他配音員）、歌曲：〈粗心大意〉、〈我所有〉※兼本作音樂監製。
- 《海底總動員》：雷老師
- 《海底總動員2：多莉去哪兒？》：雷老師
- 《魔髮精靈》：男歌手
- 《飛機總動員：打火英雄》：向前飛 主題曲配唱
- 《海洋奇緣》：圖伊
- 《可可夜總會》：恩尼托·德拉古司
- 《獅子王》真人版：彭彭※兼本作歌唱導演。
- 《阿拉丁》真人版：精靈※兼本作歌唱導演。
- 《冰雪奇緣2》：阿克（配唱部分）歌曲：有些事不變/向未知探索/人類也比不上馴鹿/森林迷途※兼本作歌唱導演。
- 《魔法滿屋》：布魯諾
- 《開心世界》片頭曲
- 《狡猾飛天德》片頭曲
- 《音速小子》片頭曲
- 《音速小子顯神通（英语：Sonic Underground）（又譯音速三兄妹）》片頭曲
- 《飛哥與小佛》片頭曲
- 《火山 Lava》主題曲：《火山戀曲》

### 監製執導作品
- A Night of Disney+ 夢想之夜（台灣Disney+慶祝上線典禮）（配唱製作人/合唱團指揮/合唱編寫）

## 外部連結
- 20120317 里民那卡西特別企劃 台灣迪士尼歌唱指導 謝文德 （页面存档备份，存于）